# The Union Gap
The Union Gap — американський гурт, утворений у другій половині шістдесятих років у місті Сан-Дієго під назвою The Outcasts.
До складу гурту входили: Гері «Дженерал» Пакетт (Gary «General» Puckett), 17.10.1942, Хіббінг, Міннесота, США — вокал, гітара, клавішні; Двайт «Серджент» Бімент (Dwight «Sergeant» Bement), 28.12.1945, Сан-Дієго, Каліфорнія, США — саксофон; Гері «Мута» Вайтем (Gary «Mutha» Withem), 22.08.1946, Сан-Дієго, Каліфорнія, США — флейта, кларнет, фортепіано; Керрі «Корпорел» Чейтер (Kerry «Corporal» Chater), 7.08.1945, Ванкувер, Канада — бас, вокал та Пол «Прайвет» Ветбред (Paul «Private» Wheatbread), 8.02.1946, Сан-Дієго, Каліфорнія, США — ударні.
Гурт The Outcasts спеціалізувався на виконанні власних версій різних хітів інших артистів. У січні 1967 року гурт змінює назву на The Union Gap і використовує імідж вояків періоду Громадянської війни, одягнувшись у військову уніформу і взявши собі відповідні прізвиська. Незабаром Union Gap здобув чималу популярність, завдякуючи головним чином співпраці з продюсером Джеррі Фаллером, який спеціально для них компонував пісні.
Того ж 1967 року запис «Woman Woman» отримав «золоту платівку», а наступного року, коли гурт почергово змінював назви на The Union Gap Featuring Gary Puckett та Gary Puckett & The Union Gap, мільйонними тиражами розійшлись їх три чергових сингли: «Young Girl» (перше місце в американському та британському чартах), «Lady Willpower» та «OverYou». На кожному з цих синглів домінувала виконана на високих реєстрах вокальна партія Пакетта. Іншими хітами гурту стали пісні «Don't Give In To Him», а також «This Girl Is A Woman Now». Однак пригладжене звучання Union Gap швидко приїлось слухачеві.
1970 року гурт залишив Гері Пакетт і назва скоротилась до The Union Gap, але наступного року гурт взагалі припинив свою діяльність.

## Дискографія
- 1968: Woman Woman
- 1968: Young Girl
- 1968: Incredible
- 1969: The New Gary Puckett & The Union Gap Album
- 1970: Gary Puckett & The Union Gap's Greatest Hits

### Gary Puckett
- 1970: The Gary Puckett Album

### Kerry Chater
- 1978: Love On Shoestring